# 18 a. C.

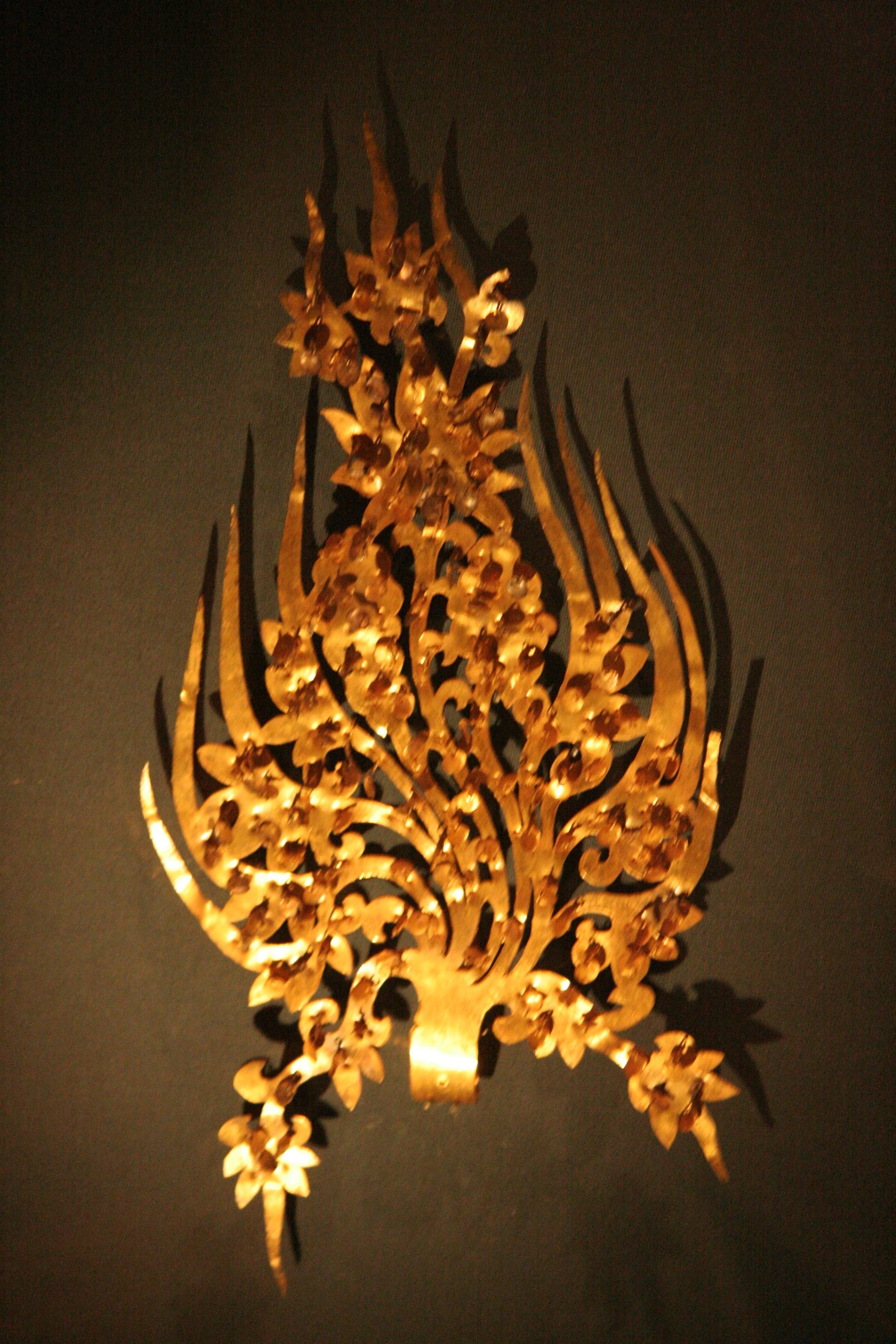
Diadema del rey de Baekje.

El año 18 a. C. fue un año común comenzado en viernes, sábado o domingo, o un año bisiesto comenzado en sábado (las fuentes difieren) del calendario juliano. También fue un año común comenzado en jueves del calendario juliano proléptico. En aquella época, era conocido como el Año del consulado de Lentulus y Lentunus (o menos frecuentemente, año 736 Ab urbe condita).

## Acontecimientos
- Onjo deviene primer gobernador del reino de Baekje en la península de Corea.[1]

## Arte y literatura
- Teatro romano de Mérida